# Horst Adamietz
Horst Adamietz (* 18. Januar 1916 in Berlin; † 3. Mai 1985) war ein deutscher Journalist und Sprecher des Senats der Freien Hansestadt Bremen.

## Biografie
Adamietz studierte an der Universität Berlin, wo er 1941 zum Dr. phil. promovierte. Er war nach dem Zweiten Weltkrieg als Pressesprecher in Leverkusen tätig. 
In den 1960 und 1970er Jahren war er Senatspressesprecher des Senats der Freien Hansestadt Bremen. In dieser Zeit schrieb er eine Reihe Bücher mit zumeist bremischen Bezug.

Er gab die Zeitschrift Contact International heraus, die er 1967 einstellte.

## Werke
- Christian Friedrich Daniel Schubarts Volksblatt „Deutsche Chronik“. Berlin 1941 (Berlin, Universität, Dissertation, 1941).
- Herz einer Stadt. Das Rathaus in Bremen. Hauschild Verlag, Bremen 1970.
- Bremer Profile als Herausgeber, Schünemann Verlag, Bremen 1972, ISBN 3-7961-1647-7.
- Das erste Kapitel. Bremische Bürgerschaft, Bremen 1975.
- Das Rathaus zu Bremen. Geschichte und Geschichten um ein Meisterwerk norddeutscher Baukunst. Röver, Bremen 1977, ISBN 3-87681-078-7, englisch: The town hall of Bremen. Bremen 1977.
- Die fünfziger Jahre. Bremer Parlamentarier 1951–1959. Hauschild, Bremen 1978, ISBN 3-920699-22-X.
- Freiheit und Bindung Adolf Ehlers. Hauschild, Bremen 1978, ISBN 3-920699-21-1.
- mit Hans Münch: Das Bremer Rathaus. Hauschild, Bremen 1980, ISBN 3-920699-34-3.
- Gezeiten der Schiffahrt. Nach Protokollen und Dokumenten des hundertjährigen Bremer Rhedervereins. H. Saade, Bremen 1984, ISBN 3-922642-09-8.
- Bewährung und Erfolg. In: Klaus Wedemeier (Hrsg.): Gewollt und durchgesetzt. Die SPD-Bürgerschaftsfraktion des Landes Bremen von der Jahrhundertwende bis zur Gegenwart (= Beiträge zur Geschichte des Parlamentarismus und der Parteien in Bremen. Bd. 1). Mit einem Geleitwort von Willy Brandt. Lekse und Budrich, Opladen 1983, ISBN 3-8100-0447-2, S. 261–272.